# Propoziție circumstanțială de excepție
În sintaxa frazei din gramaticile tradiționale ale limbii române, propoziția circumstanțială de excepție este o subordonată cu circulație redusă, care îndeplinește funcția de complement circumstanțial de excepție al propoziției regente. Arată ce se exclude de la cele exprimate în regentă.
Elemente introductive:
- locuțiunea conjuncțională (în) afară că: În afară că este inginer, altceva nu știu despre el[1];
- conjuncția decât sau locuțiunea conjuncțională decât că: Nu face altceva decât (că) doarme;
- locuțiunea conjuncțională decât să: Nu făcea altceva decât să citească[4];
- pronume relative sau nehotărâte, ori adjective pronominale corespunzătoare acestora, precedate de locuțiunile prepoziționale (în) afară de, în afara, sau de conjuncția decât: N-am dat nimănui, în afara / decât cui mi-ai spus;
- adverbe relative cu (în) afară de sau decât: N-am mai fost altă dată decât când ai fost și tu.

În regenta acestei subordonate există totdeauna un pronume, un adjectiv pronominal, un adverb nehotărât sau negativ, precum alt(ul) și compusele lui, orice, vreun(ul), niciun(ul), nimeni, nimic. Este frecvent în ea și corelativul adverbial mai.
Modul predicatului propoziției de excepție este conjunctivul, cu decât să, și indicativul (cel mai frecvent), prezumtivul sau condițional-optativul cu celelalte elemente introductive.
În ceea ce privește topica frazei cu subordonată de excepție, cele cu decât sunt totdeauna postpuse regentei, celelalte putând fi postpuse sau antepuse. Cele antepuse sunt izolate, cu pauză după ele (marcată în scris prin virgulă), cele postpuse putând fi și ele izolate pentru a marca o legătură mai slabă cu regenta.